# Leaving St. Kilda
| Recensione | Giudizio |
| ---------- | -------- |
| AllMusic   | [ 1 ]    |

Leaving St. Kilda è un album discografico dei The Tannahill Weavers, pubblicato dall'etichetta discografica Green Linnet Records nel 1996.

## Tracce
1. Good Drying Set – 4:59
2. Hieland Harry* / The Wee Highland Laddie** / Lieutenant Colonel D.J.S. Murray*** – 3:48 (Robert Burns*, Pipe Major Donald MacLeod**, Lieutenant J. Allan***)
3. The Rigs O' Rye – 4:56 (Tradizionale)
4. The Athol Gathering* / Donald MacLeod Reel** – 4:08 (Tradizionale*, Pipe Major P. MacLeod Sr.**)
5. St. Kilda Set – 5:48
6. The Shearin's No for You – 4:19 (Tradizionale)
7. The Three Healths – 1:23 (Tradizionale)
8. Crann Tara Set – 4:18
9. The Wars O' Germany – 4:12 (William Motherwell (testo), tradizionale (melodia))
10. Islay Charms Set – 4:03
11. Last May a Braw Wooer – 4:07 (Robert Burns (testo), tradizionale (melodia))
12. Farewell You Silver Darlin's – 5:14 (Roy Gullane)

## Musicisti
- Roy Gullane - chitarra, voce
- Phil Smillie - flauto, whistle, voce
- Les Wilson - bouzouki, chitarra, tastiere, voce
- John Martin - fiddle, viola, violoncello, mandolino, voce
- Duncan J. Nicholson - Highland bagpipes, Scottish small pipes, whistle

Musicista aggiunto
- Jim Walker - percussioni (brani: #2 e #5)

Note aggiuntive
- The Tannahill Weavers - produttori
- Nik Kinloch e Phil Smillie - post produttori
- Registrazioni effettuate tra il maggio ed il giugno del 1996 al REL Studios di Edimburgo, Scozia
- Terry Adams - ingegnere delle registrazioni
- Donald Sanders - copertina
- Norman Chalmers - fotografia (band)
- John Martin e Phil Smillie - fotografie (studio)